# Avenida Luísa Todi

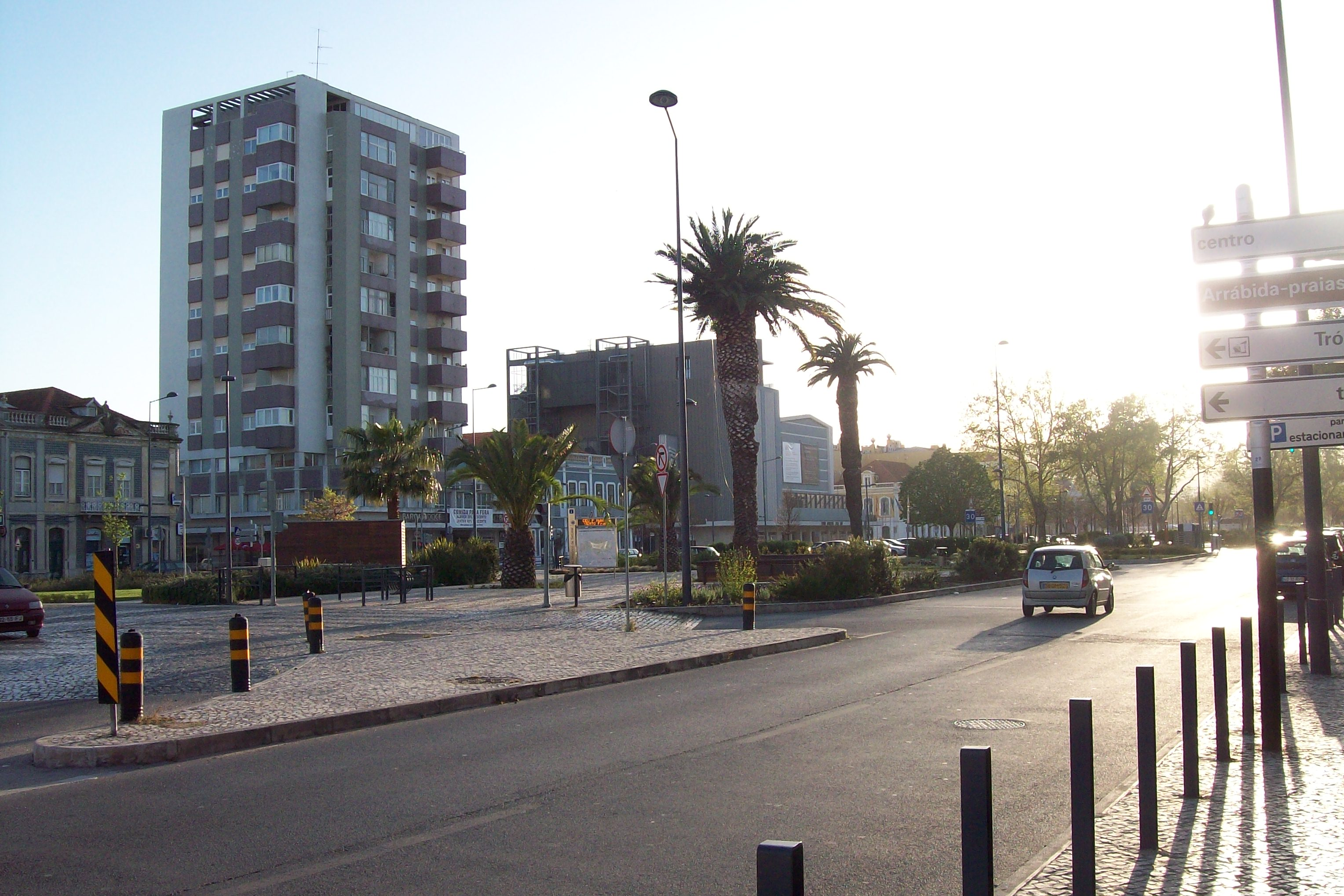
Avenida Luísa Todi (nascente)

A Avenida Luísa Todi é considerada a principal artéria da cidade de Setúbal, em Portugal, que liga a zona ribeirinha das Fontainhas à zona residencial da Saboaria. A avenida leva o nome da cantora lírica portuguesa Luísa Todi, nascida em Setúbal.

## História
O período de ocupação da Avenida Luísa Todi pode, de acordo com Joseph Rodrigues (2012: 32), ser dividida em três períodos distintos: um primeiro que remete para o início da ocupação humana até ao século XV, caracterizada pela pesca e agricultura; um segundo período, balizado entre os séculos XVII e XVIII, "relacionado com a defesa da cidade e a construção de baluartes"; um terceiro, desde a segunda metade do século XIX até à primeira do século XX, caracterizada por significativas transformações da área, com o desenvolvimento industrial.
Inicialmente integrada numa zona de praia no século XIX, contando com estâncias de banhos como a do Cais da Trindade e a da Praia do Seixal, procuradas pela população local e estrangeira, a Rua da Praia (como era chamada) começou a ser objeto de reconstrução no Verão de 1848, sendo terraplanada, calcetada e arborizada, sob iniciativa do então Presidente da Câmara Municipal de Setúbal Jacomo Maria Ferro e continuada nas presidências de António Rodrigues Manito. destacando-se a inauguração da linha férrea Setúbal – Barreiro. O projeto viria a ser definitivamente concluída em 1895, quando ganhou o nome atual de Avenida Luísa Todi, que rapidamente se transformou num símbolo do desenvolvimento socioeconómico da cidade, na linha das grandes cidades europeias.

Desde o início da construção até aos primeiros anos do século XX, a Avenida começou a contar com a presença de várias associações ligadas à burguesia, como a Sociedade de Recreio Familiar (1850), o Sociedade de Recreio Família (1855), o Club Setubalense (1855), o Grande Salão do Recreio do Povo (1907) ou o Casino Setubalense (1908), assim como de sociedades recreativas, destacando-se a Sociedade Musical e Recreativa União Setubalense (1899) e da Sede do Sindicato Nacional dos Operários da Industria de Conservas do Distrito de Setúbal (1911), e zonas comerciais, destacando-se claramente o Mercado do Livramento, inaugurado em 1876 e alargado em 1930. A zona a nascente contava com palacetes de art deco e neo-clássicas, o que contrastava com a zona a poente que contava com várias instalações industriais e bairros operários. O Orfanato Municipal, atual Casa da Baía, já existia deste 1745.

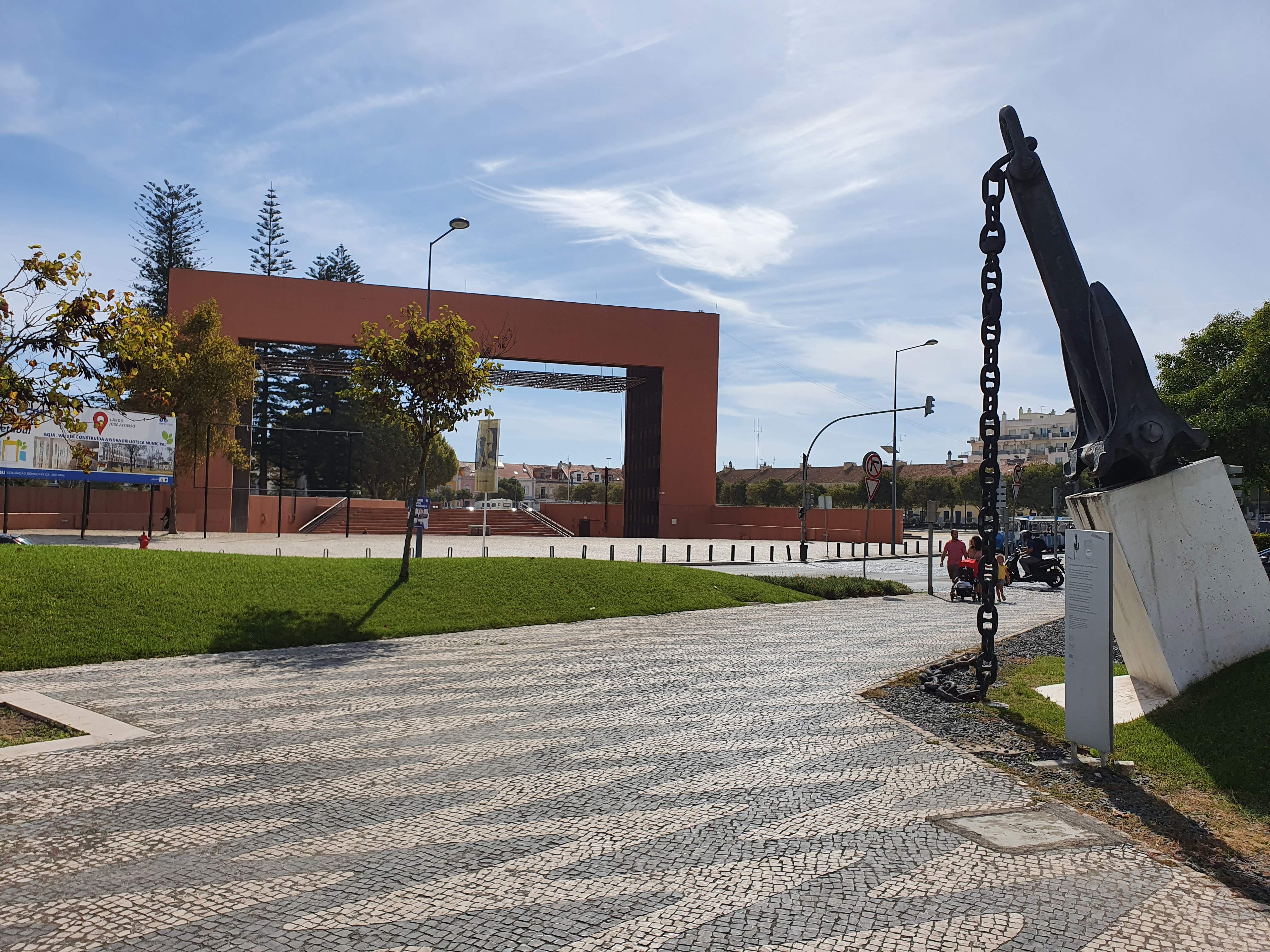
Auditório José Afonso

Nos anos que antecederam a Implantação da República, a Avenida, sobretudo o Teatro D. Amélia (atual Fórum Municipal Luísa Todi), inaugurado em 1897, entrou no imaginário republicano, tendo sido naquele teatro que se deu o Congresso Republicano de 1909, que teve local no dia 23 de abril, confirmando a via revolucionária para a instauração do regime republicano. Esse Congresso contou com a presença de figuras nacionais do Partido Republicano Português como Manuel de Arriaga e Bernardino Machado, ativistas como Ana de Castro Osório, e figuras locais como Feio Terenas e Estêvão de Vasconcelos, deputados às Cortes por Setúbal.

Durante as primeiras décadas do século XX, para além da atividade cultural e operária, a Avenida foi palco de festividades religiosas, como a procissão do Círio da Arrábida, e da Nossa Senhora da Anunciada, da grande Feira de Santiago (já desde 1857) e da 1ª Exposição Regional de Setúbal, instalada em 1930, contando com a presença do então Presidente da República Portuguesa Óscar Carmona, por ocasião da inauguração do Porto de Setúbal e vista como um símbolo do desenvolvimento económico da cidade, que se transformara num importante pólo industrial do país, com a exposição em particular a ser comparada em termos de área e visitantes com a Exposição Universal de Paris de 1900.

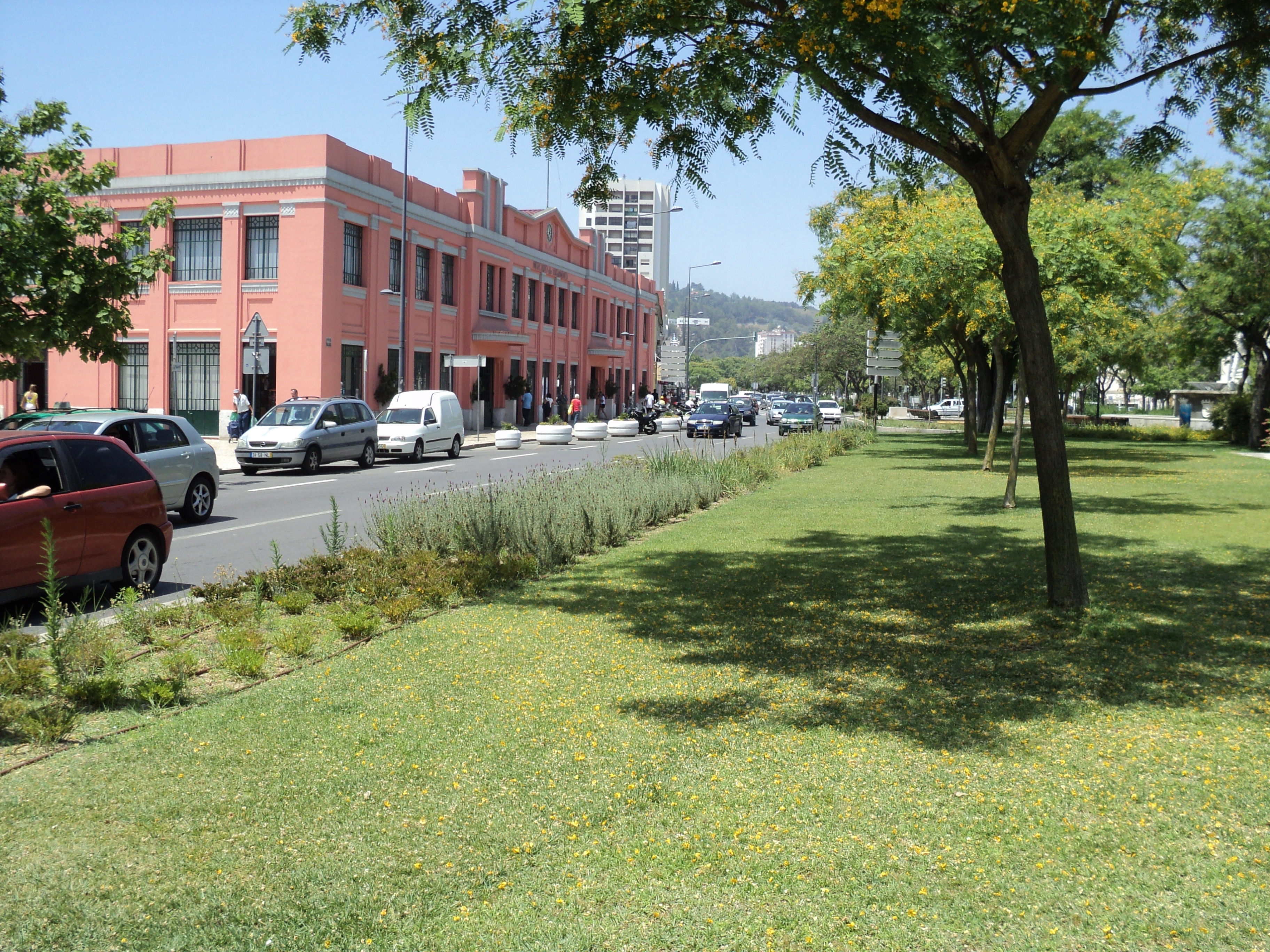
Mercado do Livramento

Durante o Estado Novo, o espaço circundante da Avenida cresceu com o edifício do INATEL, o edifício da Alfândega, e o edifício da Doca de Setúbal, a Fonte Luminosa (1960), do escultor Fernando Fernandes, o Hotel Esperança, a Praça da República e o Jardim da Beira Mar. Para além disso, o Monumento a Luísa Todi, projetado por Abel Pascoal e esculpido por Leopoldo de Almeida, foi inaugurado em 1933, assim como a Biblioteca Municipal, inaugurada em 1945 e o novo Fórum Municipal Luísa Todi, substituindo o Teatro D. Amélia, em 1960.

Com a Revolução dos Cravos, a Avenida continuou a ver inaugurados novos espaços, como o Museu de Arqueologia e Etnografia do Distrito de Setúbal, inaugurado em 1977, e o alargamento do espaço circundante.

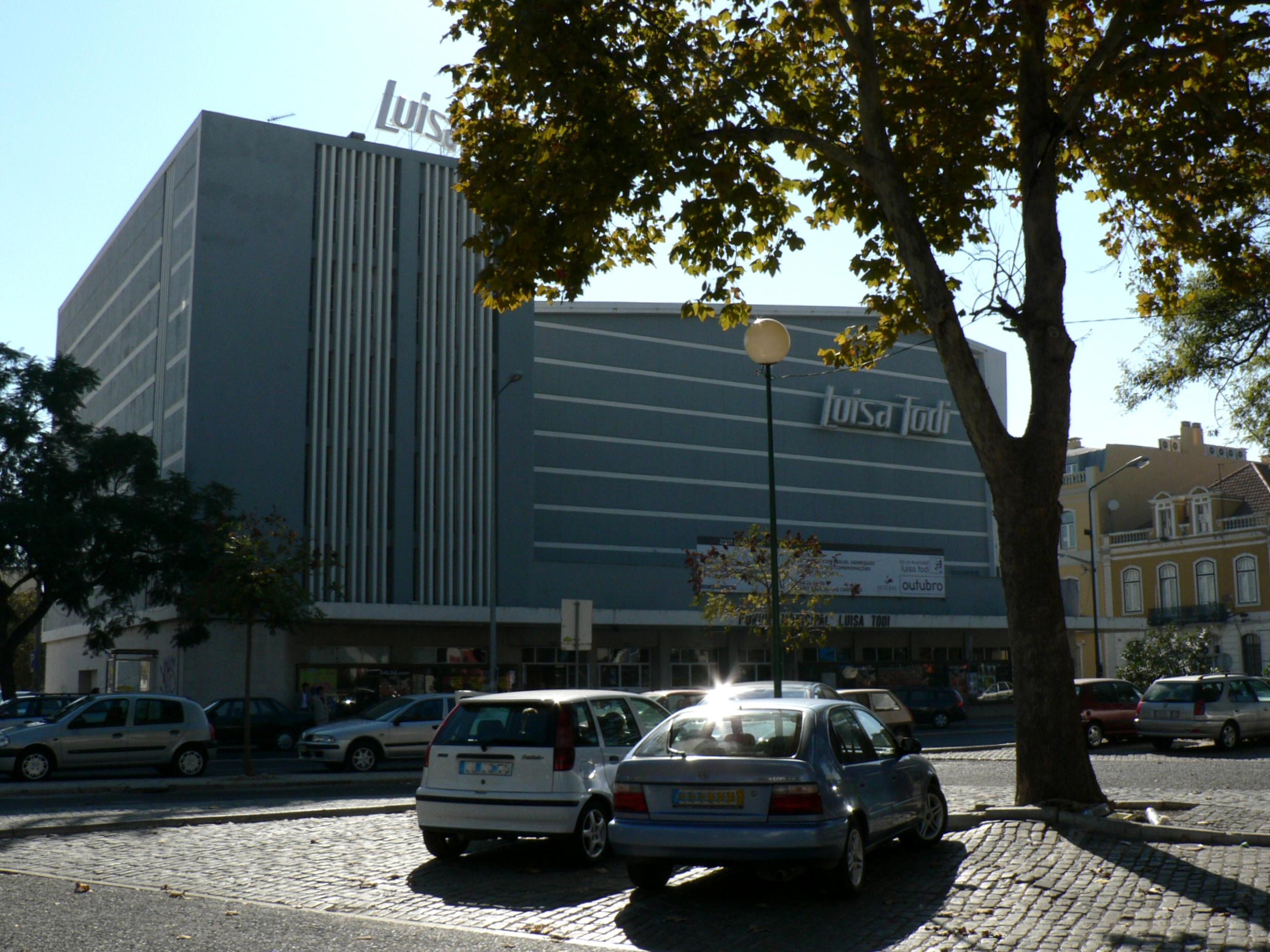
Fórum Municipal Luísa Todi

No início do século XXI, a Avenida Luísa Todi foi objeto de importantes obras de reestruturação, inseridas no Programa Polis, terminadas em 2012 e que contou com a requalificação do Baluarte de Nossa Senhora da Conceição (que se tornou na Escola de Hotelaria e Turismo de Setúbal), do Fórum Municipal Luísa Todi e do Mercado do Livramento, e a construção de novos espaços como o Auditório José Afonso, a Casa da Baía, a Praia da Saúde e a construção do Parque Urbano de Albarquel, estes últimos na zona circundante.

## Pontos de interesse

### Monumentos

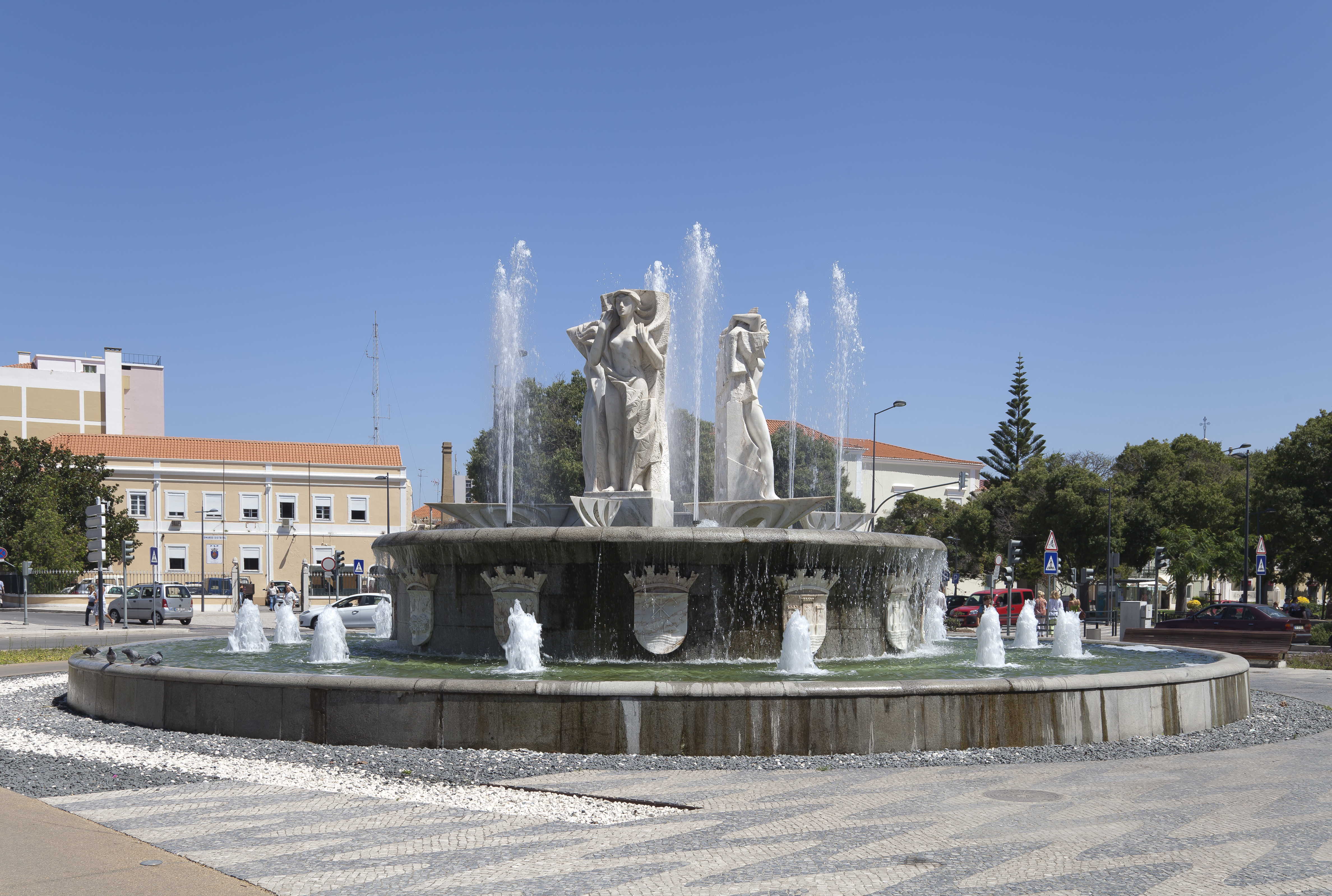
Fonte das Ninfas

Na Avenida Luísa Todi existem vários monumentos e estátuas:
- Monumento a Luísa Todi
- Fonte das Ninfas
- Monumento a João Vaz
- Monumento à Resistência Antifascista, à Liberdade e à Democracia
- Fonte dos Golfinhos
- Estátua de Manuel Bola

### Arquitetura
- Fórum Municipal Luísa Todi[15]
- Casa da Baía[16]
- Baluarte de Nossa Senhora da Conceição (antigo Quartel do 11, agora Escola de Hotelaria e Turismo de Setúbal)[17]
- Auditório José Afonso[18]
- Museu de Arqueologia e Etnografia do Distrito de Setúbal[19]
- Galeria Municipal do Banco de Portugal
- Coreto da Avenida[20]

### Comércio e serviços
- Biblioteca Municipal de Setúbal[21]
- Mercado do Livramento[22]

### Transportes
A avenida é servida por 33 carreiras da Carris Metropolitana:
- 4403 (terminal)
- 4404
- 4405
- 4406 (terminal)
- 4407 (terminal)
- 4408 (terminal)
- 4412 (terminal)
- 4413 (terminal)
- 4414
- 4415
- 4419 (terminal)
- 4421
- 4422
- 4423 (terminal)
- 4424
- 4425
- 4426
- 4427 (terminal)
- 4428
- 4429 (terminal)
- 4433
- 4434 (terminal)
- 4436 (terminal)
- 4438 (terminal)
- 4439
- 4440 (terminal)
- 4441 (terminal)
- 4451
- 4453
- 4471 (circular)
- 4472
- 4541 (terminal)
- 4551 (terminal)